# Jack Williamson
John Stewart Williamson (n. 29 aprilie 1908; d. 10 noiembrie 2006), care a scris sub numele de Jack Williamson, a fost un scriitor și profesor universitar american, supranumit "Decanul science fictionului" după moartea lui Robert Heinlein în 1988. În perioada de început a carierei a folosit pseudonimele Will Stewart și Nils O. Sonderlund..

## Tinerețea
Williamson s-a născut pe 29 aprilie 1908 în Bisbee, Arizona și și-a petrecut copilăria în zona vestică a Texasului. Aflându-se în căutarea unor pășuni mai bune, familia sa a migrat în 1915 în regiunea rurală din New Mexico într-o căruță cu coviltir. Agricultura era dificilă în acea zonă, așa încât familia a trecut la creșterea animalelor, pe care a continuat-o până în prezent. În timpul celui de-Al Doilea Război Mondial, Williamson a servit în Forțele Aeriene ale Statelor Unite ale Americii ca meteorolog.

## Cariera scriitoricească
În copilărie, lui Williamson îi plăcea să le spună povești fratelui său și celor două surori. În tinerețe a descoperit revista Amazing Stories, fondată în 1926 de Hugo Gernsback. S-a străduit să scrie și a vândut prima povestire către Gernsback pe când avea 20 de ani: "The Metal Man" a apărut în numărul din decembrie 1928 din Amazing. În anul următor, Gernsback a mai publicate trei povestiri în noile reviste pulp Science Wonder Stories și Air Wonder Stories, iar "The Girl from Mars" de Miles J. Breuer și Williamson a publicat-o separat ca Science Fiction Series #1. Scrierile lui Williamson din acea perioadă au fost influențate de Abraham Merritt,, autorul romanului The Metal Monster (1920) și a altor lucrări fantasy. Remarcând influența lui Merritt, Algis Budrys descria „The Metal Man” ca „o poveste plină de imagini memorabile”.
Williamson a fost impresionat de opera lui Miles J. Breuer, cu care a început să corespondeze. Breuer, un doctor care scria SF în timpul liber, era foarte talentat și l-a orientat pe Williamson dinspre fantezii către o intrigă riguroasă și o scriere puternică. Sub tutela lui Breuer, Williamson a trimis schițe și ciorne spre revizie. Prima lor colaborare a constituit-o romanul Birth of a New Republic, în care coloniile lunare treceau printr-o perioadă similară revoluției americane - o temă preluată ulterior de mulți alți scriitori SF, dintre care se remarcă Robert A. Heinlein cu Luna e o doamnă crudă.
Devastat de furtuni emoționale și crezând că multe dintre problemele sale fizice au origini psihosomatice, Williamson a urmat în 1933 un tratament psihiatric la  clinia Menninger din Topeka, Kansas, unde a învățat să rezolve conflictul dintre rațiune și simțire. Începând de atunci, povestirile sale vor căpăta un ton mult mai realist.
În anii '30 devenise deja un autor consacrat, iar tânărul Isaac Asimov a fost încântat să primească o carte poștală de la Williamson, pe care-l idolatriza, în careacesta îl felicita pentru publicarea primei sale povestiri și îi ura "bun venit în branșă". Williamson a rămas un colaborator regulat al revistelor pulp, dar nu a avut parte de succes financiar decât după mulți ani. 
Recenzia nefavorabilă făcută uneia dintre cărțile sale, care comparascrierile sale cu benzile desenate, l-a adus pe Williamson în atenția celor de la The New York Sunday News, careaveau nevoie de un scenarist SF pentru o nouă bandă desenată. Williamson a scris astfel Beyond Mars (1952–55), scenariu care pornește de la ideea din romanul său Seetee Ship, care a fost serializat în bandă desenată până când ziarul a renunțat la această secțiune.
Începând din 1954 și până în anii '90, Williamson și Frederik Pohl au colaborat la peste o duzină de romane, printre care se numără seriile Jim Eden, Starchild și Cuckoo.
Nonagenar, Williamson a continuat să scrie și a câștigat atât premiul Hugo cât și premiul Nebula în ultima perioadă a vieții, fiind de departe cel mai vârstnic scriitor care a primit aceste distincții.

## Cariera academică
Williamson a obținut licența și masteratul în literatura engleză în cadrul Eastern New Mexico University (ENMU) din Portales, alăturându-se facultății în anul 1960 și rămânând afiliat până la sfârșitul zilelor. Către sfârșitul anilor '90 a creat un fond de susținere a revistei literare și artistice a ENMU, El Portal. În anii '80, el a făcut o donație consistentă de cărți și manuscrise originale către biblioteca ENMU, care a dus la formarea departamentului Colecții Speciale; biblioteca a devenit acum sediul Bibliotecii SF Jack Williamson, pe care site-ul ENMU o descrie ca „una dintre cele mai bune colecții SF din lume”. Mai mult, Williamson a fost gazda unei serii de discuții în cadrul cărora doi autori SF erau invitați să vorbească pe marginea unui subiect prestabilit, serie intitulată Jack Williamson Lectureship. Clădirea Jack Williamson Liberal Arts găzduiește la ora actuală departamentele de matematică, arte și literatură din cadrul universității.
Williamson și-a completat studiile de literatură engleză în cadrul University of Colorado din Boulder, cu accent pe opera timpurie a lui H. G. Wells, demonstrând că Wells n-a fost un optimist naiv cum se credea. În domeniul științei, Jack Williamson a inventat termenul de terraformare într-o povestire SF apărută în revista Astounding Science Fiction în 1942, precum și termenul de inginerie genetică.

## Ultimii ani
Science Fiction Writers of America i-a decernat lui Williamson al doilea premiu Grand Master, după cel acordat în 1976 lui Robert Heinlein.
După ce s-a pensionat din slujba de profesor în 1977, Williamson s-a concentrat o vreme asupra scrisului, dar numirea sa în funcția de profesor emerit la ENMU l-a determinat să țină două cursuri serale, unul de "Scriere creativă" și altul de "Fantasy și science fiction" (ultimul dintre ele inițiat de el pe vremea când încă nu se pensionase). După ce a donat către ENMU un număr considerabil de manuscrise originale și cărți rare din colecția personală, universitatea a alocat o zonă specială acestei colecții, intitulată "Jack Williamson Special Collection".
În 1994, Williamson a primit premiul World Fantasy pentru întreaga activitate.
Williamson a intrat în Science Fiction and Fantasy Hall of Fame în 1996, făcând parte din seria inaugurală care cuprindea două persoane decedate (John W. Campbell, Jr. și Hugo Gernsback) și două în viață (Williamson și A. E. van Vogt).
Horror Writers Association i-a decernat în 1998 premiul Bram Stoker pentru întreaga activitate, iar Convenția Mondială Horror l-a ales Grand Master în 2004.
În noiembrie 2006, Williamson a decedat la locuința sa din Portales, New Mexico, la vârsta de 98 de ani. În ciuda vârstei înaintate, el își făcuse apariția la ediția Jack Williamson Lectureship din primăvara anului 2006, după ce cu un an înainte publicase romanul The Stonehenge Gate.

## SeriaLegions of Space
În timp ce participa la un curs despre cărțile fundamentale ale culturii occidentale, Williamson a aflat că Henryk Sienkiewicz și-a scris una dintre opere punându-i față în față pe Cei trei mușchetari a lui Alexandre Dumas cu John Falstaff a lui William Shakespeare. Williamson a preluat această idee în cadrul SF-ului, dând naștere seriei Legion of Space.
Aflat într-o situație financiară precară, a căutat o sursă rapidă de bani. În timp ce majoritatea revistelor pulp ale vremii plăteau greu, de curând relansata Astounding făcea excepție de la regulă, dar nu accepta romane. De aceea, Williamson a trimis acolo trei povestiri și o nuveletă. Când a aflat că revista era dispusă să serializeze romane, el a trimis și The Legion of Space, care a apărut în șase episoade, devenind rapid o lucrare de succes, ceea ce a dus la publicarea ei în format cartonat.
Acțiunea se petrece în secolul al XXX-lea, într-un viitor în care omenirea a colonizat sistemul solar, dar nu îndrăznește să meargă mai departe, datorită eșecului primei expediție extra-solare trimise către Steaua lui Barnard, ai cărei supraviețuitori s-au întors nebuni. Ei povesteau despre o planetă gigantică populată cu animale feroce și cu un singur oraș rămas al maleficelor "Meduze". Meduzele amintesc vag de omonimul pământean, dar au mărimea unui elefant, patru ochi, au sute de tentacule și zboară. Ele comunică unele cu altele prin intermediul microundelor.
Personajul Falstaff se numește Giles Habibula și este un fost spărgătopr, care poate deschide orice încuietoare. În tinerețea lui era numit Giles Fantoma. Jay Kalam (comandantul Legiunii) și Hal Samdu sunt ceilalți doi războinici care înfruntă meduzele. Legiunea este forța militară și polițienească a sistemului solar, după căderea imperiului care a condus la un moment dat rasa umană.
În acest roman, moștenitorii renegați ai imperiului se aliază cu meduzele pentru a-și recâștiga imperiul. Dar meduzele trădează înțelegerea și încearcă să distrugă întreaga omenire pentru a se muta în sistemul solar, deoarece lumea lor - mult mai bătrână decât Pământul - începe să se prăbușească spre Steaua lui Barnard. Unul dintre moștenitorii imperiului, John Ulnar, este de la început de partea Legiunii, fiind al patrulea mare războinic care înfruntă meduzele. Dușmanul său este Eric Ulnar, cel care a cerut primul ajutorul meduzelor și care speră să devină următorul Împărat al Soarelui.
Meduzele cuceresc Luna și își instalează acolo baza de pe care vor să pornească la cucerirea sistemului solar. Meduzele folosesc din timpuri imemoriale un gaz de seră artificial menit să împiedice înghețarea lumii lor muribunde, o armă chimică pe care o pot folosi cu succes împotriva oamenilor. Pe lângă acesta, ele se bazează pe armele cu plasmă cu care le sunt dotate navele, similare celor folosite de romulanii din Star Trek în episodul Balance of Terror.
Legiunea se află în posesia unui câmp de forță numit AKKA, a cărui efect devastator se poate materializa în neantizarea oricărui obiect din univers, indiferent de mărime, fie el stea sau planetă. AKKA a fost o armă de distrugere în masă, iar secretul ei a fost încredințat unui grup de femei, fiind folosită pentru a răsturna tirania imperială. Ea este folosită și pentru exterminarea meduzelor, deși acestea încearcă să-i fure secretul. Odată cu dispariția meduzelor este distrusă și baza lor, Luna. John Ulnar se îndrăgostește de păstrătoarea armei AKKA, Aladoree Anthar, cu care se căsătorește.
Williamson a scris în continuare The Cometeers, un roman a cărui acțiune se petrece cu douăzeci de ani mai târziu și în care aceleași personaje înfruntă o altă rasă extraterestră, de natură energetică, care controlează o "cometă" - un câmp de forță gigantic care încorporează o sumedenie de planete populate de rase de sclavi din carne și oase, dar care nu seamănă cu oamenii. Noua rasă beligerantă este imună la AKKA, nefiind corporală și se hrănește cu sclavii ei - singurul motiv pentru care se tem de arma oamenilor (deoarece le poate distruge sursele de hrană).
Ei sunt înfrânți de talentul lui Giles Habibula, care reușește să pătrundă prin efracție într-o încăpere în care este păstrată o armă de distrugere în masă care îi poate dezintegra pe noii dușmani și care era păstrată pentru lupta împotriuva ființelor de același soi din univers. După distrugerea lor, foștilor sclavi li se cere să părăsească sistemul solar împreună cu cometa lor.
Alt roman, One Against the Legion, povestește despre un moștenitor al imperiului care stabilește o bază robotizată pe o lume aflată la șaptezeci de ani lumină de Pământ și încearcă să cucerească sistemul solar folosind tehnologia teleportării. În acest roman, la fel ca și în Dune, roboții se află în afara legii.
În 1983, Williamson a publicat un ultim roman al seriei, The Queen of the Legion, a cărui acțiune se petrece după dizolvarea Legiunii și în care reapare Giles Habibula.

### Serii
Legion of Space Series
1. The Legion of Space, 1934
2. The Cometeers, 1936
3. One Against the Legion, 1939
  - Three from the Legion, (antologie) 1980
4. The Queen of the Legion, 1982

Humanoids Series
1. With Folded Hands, 1947
2. The Humanoids, 1949
  - The Humanoids / With Folded Hands (antologie) (2002)
3. The Humanoid Touch, 1980

Undersea Trilogy (cu Frederik Pohl)
1. Undersea Quest (1954)
2. Undersea Fleet (1956)
3. Undersea City (1958)

Saga of Cuckoo (cu Frederik Pohl)
1. Farthest Star (1975)
2. Wall Around A Star (1983)

Starchild Trilogy (cu Frederik Pohl)
1. The Reefs of Space (1964)
2. Starchild (1965)
3. Rogue Star (1969)

### Romane de sine stătătoare
- The Alien Intelligence (1929)
- The Girl from Mars (1930, cu Miles J. Breuer)
- The Green Girl (1930)
- The Stone from the Green Star (1931)
- Golden Blood (1933)
- Xandulu (1934)
- The Blue Spot (1935)
- Islands of the Sun (1935)
- The Legion of Time (1938)
- After World's End (1939)
- The Fortress of Utopia (1939)
- Realm of Wizardry (1940)
- Darker Than You Think (1948)

ro. Mai întunecat decât crezi - editura Leda, 2009
- Seetee Shock (1949)
- Seetee Ship (1950)
- Dragon's Island (cunoscută și ca The Not-Men, 1951)
- Star Bridge (1955, cu James E. Gunn)
- The Dome Around America (cunoscută și ca Gateway to Paradise, 1955)
- Wolves of Darkness (1958)
- The Trial of Terra (1962)
- The Reign of Wizardry (1964)
- Bright New Universe (1967)
- Trapped in Space (1968)
- Jamboree (1969)
- The Moon Children (1972)
- The Power of Blackness (1975)
- Brother to Demons, Brother to Gods (1979)
- Manseed (1982)
- Lifeburst (1984)
- Firechild (1986)
- Land's End (1988, cu Frederik Pohl)
- Mazeway (1990)
- The Singers of Time (1991, cu Frederik Pohl)
- Beachhead (1992)
- Demon Moon (1994)
- The Black Sun (1997)
- The Silicon Dagger (1999)
- Terraforming Earth (2001)
- The Stonehenge Gate (2005)

### Colecții
- The Pandora Effect (1969)
- People Machines (1971)
- The Early Williamson, 1975
- The Best of Jack Williamson (1977)
- The Alien Intelligence (1980)
- Millions de Soleils (1988)
- Into the Eight Decade (1990)
- The Metal Man and Others, The Collected Stories of Jack Williamson, Volume One (1999)
- Wolves of Darkess, The Collected Stories of Jack Williamson, Volume Two (1999)
- Wizard's Isle, The Collected Stories of Jack Williamson, Volume Three (2000)
- Spider Island, The Collected Stories of Jack Williamson, Volume Four (2002)
- Seventy-Five: The Diamond Anniversary of a Science Fiction Pioneer (2004)
- The Crucible of Power, The Collected Stories of Jack Williamson, Volume Five (2006)
- In Memory of Wonder's Child (2007)
- The Worlds of Jack Williamson: A Centennial Tribute (1908–2008) (2008)
- Gateway to Paradise, The Collected Stories of Jack Williamson, Volume Six (2008)
- With Folded Hands… And Searching Mind, The Collected Stories of Jack Williamson, Volume Seven (2010)
- At the Human Limit, The Collected Stories of Jack Williamson, Volume Eight (în pregătire)

### Povestiri scurte
- The Metal Man, 1928
- The Cosmic Express, 1930
- The Moon Era, 1931
- Star Bright, 1939
- Hindsight, 1940
- Collision Orbit, 1942 (cu pseudonimul Will Stewart)
- Minus Sign, 1942 (cu pseudonimul Will Stewart)
- Opposites - React!, 1943 (cu pseudonimul Will Stewart)
- With Folded Hands..., 1947
  - ro.: Cu brațele încrucișate, Sci-Fi Magazin, nr. 3 (decembrie 2007)
- The Man from Outside, 1951
- Beans, 1958
- Rogue Star, part 2), 1968 (cu Frederik Pohl)
- Rogue Star, part 3), 1968 (cu Frederik Pohl)
- Jamboree, 1969
- The Highest Dive, 1976
- The Humanoid Universe, 1980
- The Firefly Tree, 1997
- The Pet Rocks Mystery, 1998
- Eden Star, 2000
- The Ultimate Earth, 2000 (răsplătită cu Hugo pentru cel mai bun roman în 2001)

### Autobiografie
Wonder's Child: My Life in Science Fiction. Bluejay Books, New York, 1984. (Hardcover)

Wonder's Child: My Life in Science Fiction. Benbella Books, Dallas, 2005. (Paperback, updated with new photographs and epilogue)